# 小幡昭子
小幡 昭子（おばた しょうこ、1931年2月15日 - 消息不明）は、日本の女性声優。旧芸名および結婚前の本名は浜崎 昭子。夫はCMディレクターの小幡章。京都府出身。

## 略歴
大阪府大阪市船場で生まれ、兵庫県の阪神間地域で子供時代を過ごす。実家は大阪市北浜で株屋を営んでいた。
京都女子大学育児科卒業後、幼稚園で保母の仕事をしながら大阪でラジオに出演。1953年に大阪放送劇団に7期生として入団。1954年、『雨月物語』がテレビ番組デビュー作となる。
1955年2月、上京してラジオ東京放送劇団に入団。上京の理由はNHK大阪放送局からラジオ東京に移籍した小幡章を慕ってのことであり、1956年2月に結婚。その後はフリーランス期間を経て、増井事務所に所属していた。
1964年9月17日を最後に家に戻らず、夫から家出人捜査願いが提出される。レギュラー出演していたラジオドラマ『 パパ行ってらっしゃい』の収録現場に現れるか連絡が入ることを想定して逆探知の準備も行われたが、連絡は一切無かったとされる。
夫によれば睡眠薬中毒を患っており、失踪の二か月ほど前の時期に薬の過剰摂取により複数回の入院の経験があると証言している。

## 出演

### ラジオドラマ
- 新選組（1955年）[6]
- 名作アルバム（1955年）[6]
- 異国物語（1956年、小萩[6]）
- ギャラムの洞窟（1956年）[6]
- 鞍馬天狗（1956年）[6]
- パパ行ってらっしゃい（1964年）[2]

### テレビドラマ
- 雨月物語（1954年）[6]

### 吹き替え
- 王さまの剣（1964年、ワート[8]）

### レコード
1962年
- バンビ（バンビ[9]）

1963年
- みにくいあひるの子（みにくいあひるの子[10]）
- ミッキーのジャックと豆の木（ミッキーマウス[10]）
- ミッキーの宇宙旅行（ミッキーマウス[11]）
- ミッキーの仕立て屋（ミッキーマウス[12]）

1964年
- 王さまの剣（ワート[13]）
- ドナルドの西部の保安官（1964年、ミッキーマウス[14]）
- コロムビア名作童話集（1964年 - 1965年、かにの母[15]、ばあさん[15]、うさぎ[16]） - 3作品[一覧 1]

### テレビ番組
- 理科教室小学校4年生（1960年、声の出演）
- 大きくなる子（1963年）

### シリーズ一覧
1. ↑  『さるとかに』（1964年）[15]、『つるの恩返し』（1964年）[15]、『かちかち山』（1965年）[16]